# Ноябрь 2012 года

Список событий ноября 2012 года.

## События
- 1 ноября
  - В России начал работу единый реестр интернет-сайтов, содержащих информацию, распространение которой на территории страны запрещено[1].
  - По данным аналитической компании comScore, почтовый онлайн-сервис Google Gmail стал самым популярным в мире, впервые обогнав по числу уникальных пользователей конкурирующую службу Hotmail от Microsoft[2].
  - Перед очередным, XVIII съездом КПК открылся пленум ЦК Коммунистической партии Китая[3].
  - КНР провела испытания истребителя пятого поколения Shenyang J-31[4].
  - В Багдаде открылась крупнейшая за последние 20 лет торговая выставка в Ираке[5].
- 2 ноября
  - Постоянный представитель Гамбии при ООН Сусан Ваффа-Огоо назначена министром иностранных дел Гамбии, став первой в истории страны женщиной на таком высоком посту[6].
  - Из-за последствий урагана Сэнди отменён нью-йоркский ежегодный марафон[7].
- 3 ноября
  - Сборная России выиграла межконтинентальный кубок по пляжному футболу[8].
  - На подконтрольных Израилю Голанских высотах были замечены танки сирийских правительственных войск, о чём израильская сторона пожаловалось в ООН[9].
  - В Японской серии 2012 года победу одержал бейсбольный клуб Йомиури Джайнтс[10].
- 4 ноября
  - Новым патриархом Коптской православной церкви избран епископ Тавадрос[11].
  - В Нижнем Новгороде в честь 400-летия Второго народного ополчения открыты станция метро «Горьковская»[12] и восстановленная Зачатьевская башня кремля.
- 5 ноября
  - Во Вьентьяне открылся 9-й саммит «Азия — Европа»[13].
  - Городу Хабаровску присвоено звание Город воинской славы[14].
  - Королева Нидерландов Беатрикс приняла присягу нового центристского правительства во главе с премьер-министром Марком Рютте[15].
  - Океанологи обнаружили у берегов Новой Зеландии двух редчайших лопатозубых китов, о существовании которых учёные знали лишь по костям[16].
  - Украинская оппозиция начала бессрочный митинг у здания ЦИК в центре Киева, протестуя против фальсификации результатов парламентских выборов[17].
- 6 ноября
  - Указом президента В. В. Путина С. К. Шойгу сменил А. Э. Сердюкова на посту министра обороны России. Выборы губернатора Московской области намечены на 2013 год[18].
  - В США прошёл день выборов губернаторов, конгрессменов, а также состоялись 57-е президентские выборы[19].
    - Предположительно победу одерживает нынешний президент Барак Обама, который, победив в критически важных штатах, собрал 303 голоса выборщиков при требуемых для избрания 270.
    - В ходе выборов в Конгресс США демократы продолжат контролировать Сенат, а большинство в Палате представителей сохранят республиканцы.[20]
    - На референдумах в Мэриленде и Мэне легализованы однополые браки, а Колорадо стал первым американским штатом, где разрешена марихуана. Пуэрто-Рико, неинкорпорированная организованная территория США, на референдуме о своём статусе проголосовало за вхождение в состав США на правах штата. Решение вступит в силу только после его одобрения американским Конгрессом.[20]
    - В ассоциированном с США государстве Палау прошли президентские выборы. Президентом избран Томас Ременгесау, занимавший этот пост с 2001 по 2009 год.[21][22]
    - Жители американских штатов Колорадо и Вашингтон проголосовали за легализацию продажи и курения марихуаны[23].

  - В Китае на электростанции Сянцзяба на реке Цзиньша была введена в эксплуатацию самая мощная гидротурбина в мире[24].
- 7 ноября
  - В Гватемале произошло сильное землетрясение магнитудой 7,4[25]. Погибли 52 человека[26].
  - Принадлежащие Новой Зеландии острова Токелау полностью перешли на солнечную энергию[27].
  - В Париже Гонкуровская академия объявила лауреата Гонкуровской премии 2012 года, премию получил французский писатель Жером Ферарри за роман «Проповедь о падении Рима»[28].
  - В Северном Медведкове в ООО «Ригла» в результате бойни, устроенной сотрудником этой фирмы, пятеро человек погибли на месте, один скончался в больнице, один ранен[источник не указан 4643 дня].
- 8 ноября
  - Мирей Балестрази стала первой в истории женщиной, избранной главой Интерпола[29].
  - Открылся 18-й всекитайский съезд Коммунистической партии Китая[30].
- 9 ноября
  - Примерно восемь тысяч сирийцев перебрались через границу с соседней Турцией в связи с резкой эскалацией насилия в северных районах Сирии[31].
  - Новым духовным главой Церкви Англии назначен Джастин Уэлби, запланировано, что он официально примет сан в марте 2013 года[32].
  - На островах Теркс и Кайкос прошли парламентские выборы. Прогрессивная партия Руфуса Юинга получила 8 из 15 мест в парламенте и сформирует новое правительство, завершив трёхлетнее прямое правление Великобритании[33].
- 10 ноября
  - Новым председателем Президиума Боснии и Герцеговины по ротации на предстоящие 8 месяцев стал серб Небойша Радманович[34].
  - В Ирландии прошёл референдум по вопросу о расширении прав детей[35].
- 11 ноября
  - Прошёл первый тур президентских выборов в Словении[36], во второй тур вышло два кандидата — экс-премьер Борут Пахор и нынешний глава государства Данило Тюрк[37].
  - В Сан-Марино прошли парламентские выборы[38]. Правящая коалиция «Сан-Марино — общее благо» набрала 51,12 % голосов[39].
  - В Ханты-Мансийске (Россия) начался чемпионат мира по шахматам среди женщин[40].
- 12 ноября
  - Гражданская война в Сирии:
    - Страны Совета сотрудничества государств Персидского залива официально объявили о признании оппозиционной Сирийской национальной коалиции в качестве законного представителя сирийского народа[41]
    - Израильский танк уничтожил несколько сирийских артиллерийских установок из-за падения снаряда в районе израильского населенного пункта Тель-Хазек вблизи линии разграничения на Голанских высотах[42][43]

  - Лидер египетских радикальных исламистов Мурган Салем аль-Гохари потребовал сровнять с землей пирамиды в Гизе и сфинкса, так как они являются языческими идолами[44].
  - Президент Фиджи Эпели Наилатикау приведён к присяге на второй трёхлетний срок[45].
- 13 ноября
  - Франция признала Национальную коалицию оппозиции Сирии единственной законной властью страны[46].
  - Прошло солнечное затмение, которое смогли наблюдать жители Австралии[47].
- 14 ноября
  - Викия стала блокироваться российскими операторами связи в связи с включением её IP-адреса в Единый реестр запрещённых сайтов[48].[источник не указан 4644 дня]
  - В России вступил в силу закон о гостайне[49].
  - В нескольких государствах Евросоюза — Греции, Италии, Испании и Португалии — началась забастовка в знак протеста против мер бюджетной экономии[50].
  - Власти Акапулько объявили о банкротстве города, в связи с чем попросили центральное правительство Мексики оказать финансовую поддержку[51].
  - Президент Египта отозвал посла в Израиле и вызвал к себе израильского посла в Каире в ответ на обстрелы израильскими войсками сектора Газа в ходе операции «Облачный столп»[52].
- 15 ноября
  - Пленум ЦК Компартии Китая избрал Си Цзиньпина Генеральным секретарём партии и председателем Центральной военной комиссии[53].
  - Шри-Ланка и Буркина-Фасо установили дипломатические отношения[54].
- 16 ноября
  - Премьер-министр Японии Ёсихико Нода распустил нижнюю палату парламента страны и назначил досрочные выборы на 16 декабря[55].
  - Палата представителей США приняла законопроект о введении визовых санкций против россиян и одновременной отмене ограничительной торговой поправки Джексона-Вэника[56].
  - Международный трибунал по бывшей Югославии оправдал хорватских генералов Анте Готовину и Младена Маркача[57].
  - Шри-Ланка и Суринам установили дипломатические отношения[58].
- 17 ноября
  - Видас Гедвилас избран новым спикером Сейма Литвы[59].
  - В результате столкновения автобуса с поездом на железнодорожном переезде недалеко от города Асьют (Египет) погибли 50 человек, в том числе 48 детей[60].
  - В Сьерра-Леоне прошли президентские и парламентские выборы. Действующий лидер Эрнест Бай Корома одержал победу в первом туре, набрав более 58 % голосов[61][62].
- 18 ноября
  - В Пномпене открылся 21-й саммит АСЕАН. Лидеры 10 стран — членов АСЕАН подписали декларацию прав человека[63][64].
  - Сборная Чехия по теннису впервые с 1980 года выиграла Кубок Дэвиса, победив в финале сборную Испании[65].
- 19 ноября
  - Президент США Барак Обама прибыл в Мьянму, это первый в истории визит американского президента в эту страну[66].
  - Сирийский Национальный координационный комитет за демократические перемены заявил, что не признает национальную коалицию оппозиционных и революционных сил, которая была создана в Дохе, и выступает против внешнего вмешательства во внутренние дела Сирии[67].
  - Генеральный секретарь ООН Пан Ги Мун прибыл в Каир для поддержки усилий Египта по урегулированию кризиса в секторе Газа[68].
  - Совершил посадку спускаемый аппарат корабля «Союз ТМА-05М» с экипажем 33-й длительной экспедиции на Международную космическую станцию[69].
- 20 ноября
  - Загребский суд признал бывшего премьер-министра Хорватии Иво Санадера виновным в коррупции и приговорил его к 10 годам лишения свободы[70].
  - Повстанцы из «Движения 23 марта» заявили, что взяли, не встретив сопротивления, город Гома — административный центр провинции Северное Киву на востоке Демократической Республики Конго[71].
  - Правительство Непала объявило о переносе выборов в Учредительное собрание с 22 ноября на апрель — май будущего года[72].
- 21 ноября
  - Прошла очередная номинация премий Рунета, за достижения в области образования и науки получили премии русская Википедия и технологический центр Digital October, управление «К» победило в специальной номинации «Безопасный интернет»[73].
- 22 ноября
  - Группа геологов из Австралии обнаружили отсутствие острова Сабль, отмеченного на многих картах[74].
  - Сейм Литвы утвердил лидера Социал-демократической партии Альгирдаса Буткявичюса в должности премьер-министра[75].
  - Оппозиция обвинила президента Египта Мохаммеда Мурси в государственном перевороте, после того как он внёс изменения в Конституционную декларацию, значительно расширяющие полномочия президента[76].
- 23 ноября
  - Мексиканская федеральная полиция арестовала Хосе Луиса Саэнса, входящего в десятку самых разыскиваемых ФБР беглецов[77].
- 24 ноября
  - Пожар на швейной фабрике в окрестностях столицы Бангладеш, 112 человек погибли[78].
  - Около 250 заключённых колонии строгого режима № 6 под Копейском Челябинской области выдвинули требования по ослаблению режима содержания[79][80].
  - Себастьян Феттель стал чемпионом мира «Формулы-1» в третий раз[81].
- 25 ноября
  - В условиях резкого роста сепаратистских настроений прошли досрочные парламентские выборы в Каталонии, победу одержала партия националистов «Конвергенция и Союз»[82][83].
  - Сирийские повстанцы заявили о захвате вертолётной базы Марж аль-Султан (Marj al-Sultan) под Дамаском[84].
  - Сотый Кубок Грея по канадскому футболу достался команде Торонто Аргонавтс победившей в финале Калгари Стампидерс[85].
- 26 ноября
  - Министр обороны Израиля Эхуд Барак заявил о своем уходе из политики[86].
  - Сирийские повстанцы захватили ГЭС «Тищрин», одну из главных ГЭС Сирии, расположенную на реке Евфрат[87].
- 27 ноября
  - В Рамалле прошла эксгумация останков бывшего палестинского лидера Ясира Арафата с целью установить точную причину смерти[88].
  - Представители стран, входящих в еврозону, пришли к соглашению о выделении 43,7 млрд евро финансовой помощи Греции[89].
- 28 ноября
  - Французский биатлонист Мартен Фуркад стал победителем индивидуальной гонки на 20 км на этапе Кубка мира в Эстерсунде[90].
  - Еврокомиссия утвердила план реструктуризации четырёх испанских банков (Bankia, Banco de Valencia, NCG и Catalunya Banc) на сумму 37 млрд евро[91].
  - Группа биологов из Центра Джона Иннеса в Норвике с помощью новых технологии секвенирования расшифровала геном культурной пшеницы[92].
  - Боливия и Узбекистан установили дипломатические отношения[93].
- 29 ноября
  - Тедос Адханом назначен новым министром иностранных дел Эфиопии  Архивная копия от 18 января 2013 на Wayback Machine.
  - Замоскворецкий суд Москвы признал четыре ролика Pussy Riot экстремистскими[94].
  - Сенатор в конгрессе штата Мичиган Рик Джонс предложил расформировать город Детройт в связи с его плачевным финансовым положением[95].
  - Генеральная ассамблея ООН признала Палестину государством — наблюдателем ООН[96].
  - Астрономы Института астрономии Общества Макса Планка обнаружили в галактике NGC 1277 сверхмассивную чёрную дыру массой 14 % от массы всей галактики[97].
- 30 ноября
  - В столице Конго Браззавиле разбился грузовой самолёт Ил-76, который выехал за пределы посадочной полосы и врезался в бар. 32 человека погибли[98].
  - Президент Беларуси Александр Лукашенко поручил подготовить проект декрета, в соответствии с которым работникам модернизируемых деревообрабатывающих предприятий будет запрещено увольняться с работы[99].